# Zéguédéguin (Zitenga)
Pour les articles homonymes, voir Zéguédéguin.
Zéguédéguin est une commune rurale située dans le département de Zitenga de la province de l'Oubritenga dans la région Plateau-Central au Burkina Faso.

## Géographie
Zitenga est située entre Ouagadougou et Ziniaré (le village de l'ancien président Blaise Compaoré). La commune se trouve à 60 kilomètres de la capitale et 20 kilomètres de Ziniaré. 

## Économie
L'économie de Zitenga est essentiellement basée sur l'agriculture, qui est la première ressource des populations. L'exploitation agricole familiale est la plus répandue avec comme spéculation - les céréales comme le maïs, le sorgho, le mil, etc. 

## Santé et éducation
Le centre de soins le plus proche de Zéguédéguin est le centre de santé et de promotion sociale (CSPS) de Zitenga. Le centre médical avec antenne chirurgicale (CMA) de la province se trouve à Ziniaré.